# موراوکا (ناحیه فریدک-میستک)
موراوکا (به چکی: Morávka) یک منطقهٔ مسکونی در جمهوری چک است که در ناحیه فریدک-میستک واقع شده‌است. موراوکا ۸۷٫۳۵ کیلومتر مربع مساحت و ۱٬۰۸۳ نفر جمعیت دارد و ۵۲۰ متر بالاتر از سطح دریا واقع شده‌است.